# Francisco Sosa
Francisco Sosa (1917. október 4. –) paraguayi labdarúgócsatár.